# HMS Glory (R62)
La HMS Glory, (Pennant number R62), terza nave da guerra della Royal Navy britannica a portare questo nome, è stata una portaerei classe Colossus. Costruita nei cantieri Stephens di Govan, venne impostata l'8 novembre 1942, varata il 27 novembre 1943 ed entrò in servizio il 2 aprile 1945, negli ultimi mesi della seconda guerra mondiale.

## Servizio
La costruzione dell'unità venne completata il 17 novembre 1944, data in cui iniziarono le prove in mare e quelle relative all'accettazione in servizio. In dicembre venne deciso di assegnare la nave alla British Pacific Fleet, anche se l'effettivo ingresso in servizio si ebbe solo nell'aprile 1945, quando vennero imbarcati l'829 ed il 1815 Squadrone del Fleet Air Arm, equipaggiati rispettivamente con Fairey Barracuda e Corsair. Il resto del mese venne utilizzato per le prove di volo, e solo agli inizi di maggio iniziò la crociera verso l'Australia, passando per il Mediterraneo, dove partecipò a delle esercitazioni della Mediterranean Fleet, e il canale di Suez.
Giunta a Sydney il 15 agosto, giorno della resa giapponese, non partecipò quindi ad alcuna missione di combattimento, venendo invece utilizzata per l'internamento dei prigionieri giapponesi e l'accettazione della resa da parte delle guarnigioni distaccate. Il 6 settembre la resa dei 139.000 soldati giapponesi in Nuova Guinea e nell'arcipelago di Bismarck venne ufficialmente accettata a bordo della nave.
La Glory venne quindi utilizzata per le operazioni di rimpatrio delle truppe e dei prigionieri di guerra, trasferendo più di 1.000 persone da Manila a Esquimalt in Canada, da dove sarebbero poi stati trasferiti nel Regno Unito. Dopo aver effettuato tre crociere con questo compito, l'unità rimase assegnata alla Pacific Fleet fino al 1947, quando tornò in patria e venne trasferita in Riserva.
Nel novembre 1949 l'unità venne tolta dalla riserva e tornò in servizio attivo un anno dopo nel dicembre 1950. Partecipò quindi alla guerra di Corea effettuando tre turni di servizio nella zona. Il primo iniziò nell'aprile 1951 e terminò nel settembre seguente, dopo di che la Glory tornò in zona di operazioni, dopo un periodo in cantiere in Australia, tra il gennaio e il maggio 1952 e tra il novembre successivo e il maggio 1953. Nei due anni successivi la nave venne usata come trasporto truppe e nave appoggio elicotteri, fino al nuovo trasferimento in riserva nel 1956. Nel 1961 venne venduta per essere demolita a Inverkeithing nei cantieri Ward, giungendo a destinazione nel mese di agosto.